# Sébastien Martinez
Sébastien Martinez, né le 29 mars 1987, est ingénieur de l'école des mines d'Alès et formateur dans le domaine de la mémoire.
Il est l'auteur de plusieurs essais et vainqueur du premier championnat de France de la mémoire en 2015.

## Biographie

### Enfance et formation
Il commence à s'intéresser aux méthodes de mémorisation à partir de 2009 pendant ses études.

### Carrière
Ingénieur de formation, diplômé en 2010 de l'École nationale supérieure des mines d'Alès.
Il s'intéresse aux techniques de mémorisation en 2009 puis participe, depuis 2012, à des compétitions dans le domaine de la mémoire. Il devient formateur et conférencier,.
Il est champion 2015 au French Open Memory Championship et vice-champion du monde aux côtés de l’équipe de France en 2018.
Il est aussi le cofondateur et le président de l'Association des sports de mémoire qui, entre autres, organise des compétitions en France.

## Palmarès
| Compétition                       | Année | Lieu       | classement | Points |
| --------------------------------- | ----- | ---------- | ---------- | ------ |
| Italian Open Memory Championship  | 2015  | Rome       | 9          | 2105   |
| French Open Memory Championship   | 2015  | Paris      | 1          | 2338   |
| Swedish Open Memory Championship  | 2016  | Södertälje | 7          | 1887   |
| European Memory Championship 2017 | 2017  | Tolède     | 5          | 2899   |
| French Open Memory Championship   | 2017  | Paris      | 7          | 2598   |
| World Memory Championship         | 2017  | Djakarta   | 50         | 2634   |

### Ouvrages
- Elisa Wenger et Sébastien Martinez (préf. Michel Cymes), Une mémoire infaillible : briller en société sans sortir son smartphone, Paris, Premier Parallèle, 2016, 193 p. (ISBN 979-10-94841-61-7).
- Sébastien Martinez et Mathieu Burniat, Une mémoire de roi, Paris, Premier Parallèle, 2018, 148 p. (ISBN 979-10-94841-79-2).
- La mémoire est un jeu : ce qu'il faut savoir pour tout savoir  (en collaboration avec Elisa Wenger), Paris, Premier Parallèle, 2018, 259 p. (ISBN 979-10-94841-73-0).
- Une mémoire infaillible : briller en société sans sortir son smartphone, Paris, Le Livre de Poche, 2018, 187 p. (ISBN 978-2-253-18805-6).